# Louis Marc Antoine Rétaux de Villette
 (octobre 2020).
Si vous disposez d'ouvrages ou d'articles de référence ou si vous connaissez des sites web de qualité traitant du thème abordé ici, merci de compléter l'article en donnant les références utiles à sa vérifiabilité et en les liant à la section « Notes et références ».
Louis Marc Antoine Rétaux dit, Rétaux de Villette, né  à Lyon le 9 février 1754 et mort en 1797, est un faussaire et aventurier français. 
Il est connu pour être un des protagonistes de l'affaire du collier de la reine.

## Biographie
Né à Lyon en 1754, il est le dernier né d'une famille de petite noblesse, qui n'a pas les moyens financiers de l'établir à la hauteur de son rang social. Le père est directeur des octrois de la ville. Il quitte tôt le foyer familial pour s'enrôler dans l'armée comme simple soldat. On ne sait pas combien de temps il y reste, ni s'il en part honorablement ou s'il déserte. On retrouve sa trace à Paris vers 1778, à l'âge de 19 ans, sous l'identité de « comte de Villette », titre qu'il usurpe à son frère aîné. Il vit alors de proxénétisme, recrutant des jeunes femmes qu'il confie aux tenanciers d'un lupanar qui le rémunèrent en contrepartie. On pense qu'il doit aussi se prostituer lui-même pour s'en sortir financièrement. C'est pendant cette période que Villette développe un talent pour la contrefaçon, en réalisant de fausses lettres de change et en exerçant du chantage sur ses clients.

### L'affaire du collier de la reine

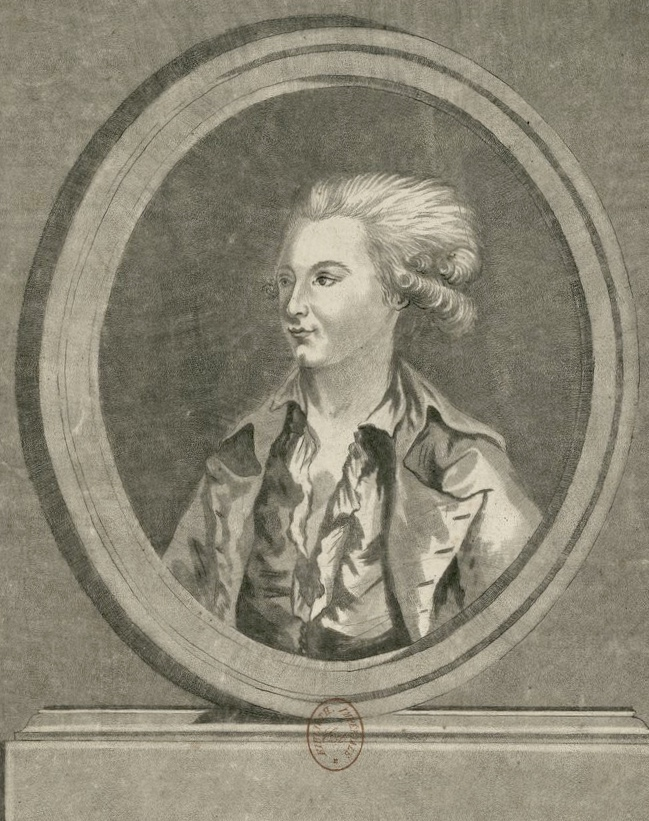
Rétaux de Villette lors de l’affaire du collier.

Le mariage de Jeanne de Valois-Saint-Rémy avec Nicolas de La Motte tournant à l'échec, elle prend Marc Rétaux de Villette, ami de son mari, comme gigolo. Les deux amants mettent sur pied une escroquerie entrée dans l'Histoire sous le nom de « l'affaire du collier de la reine ». Villette y joue le rôle de faussaire, écrivant des lettres imitant l'écriture et la signature de Marie-Antoinette, faisant ainsi croire que la reine souhaite se rapprocher du cardinal de Rohan pour acquérir un collier de diamant de grande valeur en cachette du roi. Le faussaire commet à cette occasion une erreur, en signant « Marie-Antoinette de France », alors que la reine signe simplement « Marie-Antoinette ». Il confie les lettres à la comtesse de La Motte qui les présente à son tour au Cardinal de Rohan, le persuadant d'acheter le collier pour le compte de la reine.
Pour conclure l'escroquerie, il se déguise en valet de pied portant la livrée de la reine, à qui la comtesse de La Motte confie le fameux collier que le cardinal vient de lui remettre.
Lors du procès devant le parlement de Paris, Villette témoigne contre ses complices le comte et la comtesse de La Motte. Reconnu coupable, il est exilé hors de France et trouve refuge en Italie. Il publie à Venise en 1790 un ouvrage intitulé Mémoire historique des intrigues de la cour, avec comme sous-titre Et de ce qui s'est passé entre la reine, le comte d'Artois, le cardinal de Rohan, madame de Polignac, madame de La Motte, Cagliostro, MM de Breteuil et de Vergennes.

## Au cinéma et à la télévision
Le rôle de Marc Rétaux de Villette est interprété par :
- Alexander Bhat  dans Marie-Antoinette (série télévisée, 2022)

- Simon Baker dans L'affaire du collier, 2001
- Guy Tréjan dans Si Versailles m'était conté..., 1954
- Jacques Dacqmine dans L'affaire du collier de la reine, 1946
- Jean Weber dans Le collier de la reine, 1929